# 遠州醫院站

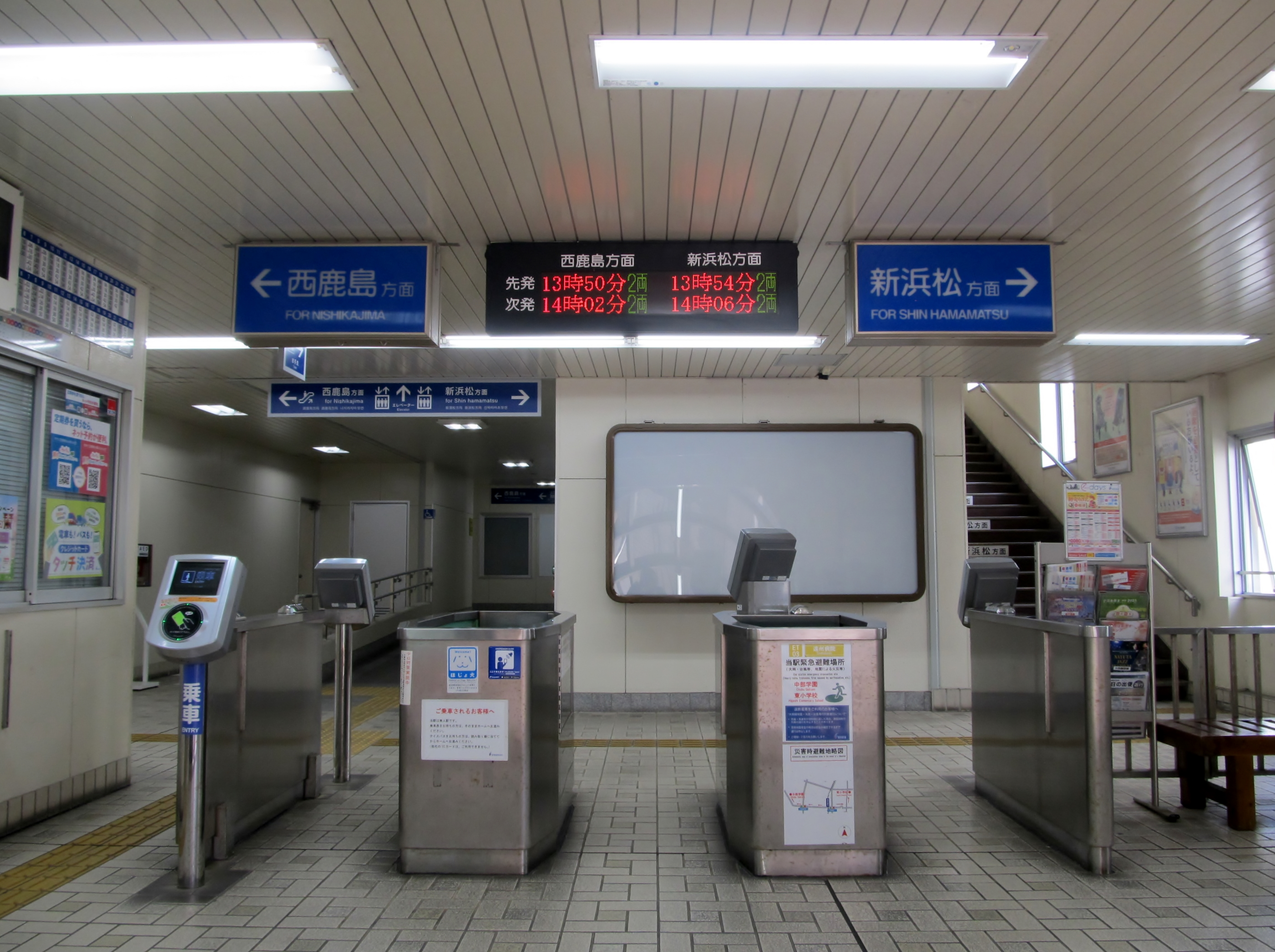
驗票閘口（2025年1月）

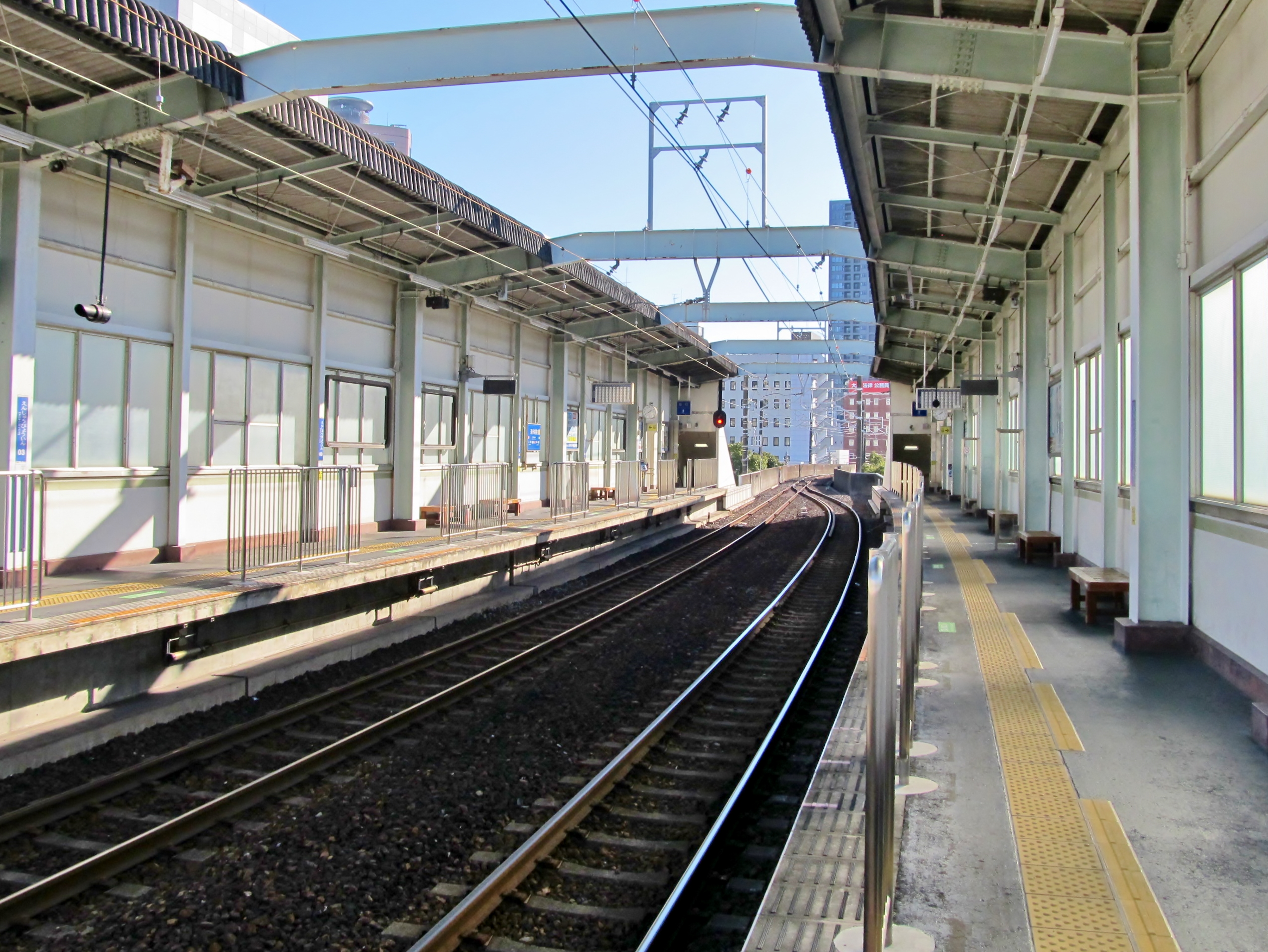
月台（2025年1月）

遠州醫院站（日语：／ Enshū-byōin eki */?）是位於靜岡縣濱松市中央區，屬於遠州鐵道的鐵道線車站。車站編號為03。

## 車站構造
此站是高架車站，設有2面2線的相對式月台。此站為無人車站，在繁忙時間設有職員進行檢票工作。站內沒有設置售票櫃臺，因此不能購買定期票等車票。在早上此站設有進行列車交會。而此站至新濱松站之間建在新川暗渠上方的高架橋中。
本站的上行月台設有4卡編成專用的發車鐘。而站內設有3座扶手電梯，也設有1座多功能廁所，以提供無障礙的環境，上述設備於2015年10月31日全面開始使用。驗票口位於2樓。過去站內在「遠鐵濱松站」時代曾設有理髪店，後來結業。
由於本站在遠鐵濱松站（地面車站）時代建在急彎上，因此月台與車廂之間的空隙較大而造成免險，當時1000形（當時唯一的3門車）的中間車站不同打開。

### 月台
| 月台 | 路線            | 上下行 | 方向             |
| ---- | --------------- | ------ | ---------------- |
| 東邊 | ■遠州鐵道鐵道線 | 上行   | 新濱松方向       |
| 西邊 | ■遠州鐵道鐵道線 | 下行   | 濱北、西鹿島方向 |

## 歷史

### 站名的由來
在高架化之際，車站大樓遷移至遠州綜合醫院附近，因此車站命名為遠州醫院前站。後來由於醫院遷移較近車站，因此改名為現時的遠州醫院站。而醫院名稱也改為遠州醫院。

### 年表
- 1958年（昭和33年）6月1日 - 二俁電車線遠州濱松站與奧山線（日语：遠州鉄道奥山線）東田町站遷移合併，遠鐵濱松站啟用。（現時：該處建設了「Create濱松」[1]）舊遠州濱松站是貨物專用車站。
- 1964年（昭和39年）11月1日 - 奧山線廢止[2]。
- 1979年（昭和54年）7月10日 - 自動售票機開始使用（可使用紙幣）。
- 1985年（昭和60年）12月1日 - 隨著車站高架化，車站改名為遠州醫院前站。
- 1996年（平成8年）4月1日 - 檢票口至月台之間設置扶手電梯（上行）（西鹿島方向）。
- 2007年（平成19年）4月1日 - 遷移遠州醫院，同時改名為遠州醫院站。
- 2015年（平成27年）1月13日 - 成為無人車站[3]。
- 2015年（平成27年）10月31日 - 無障礙設備全面開始使用。

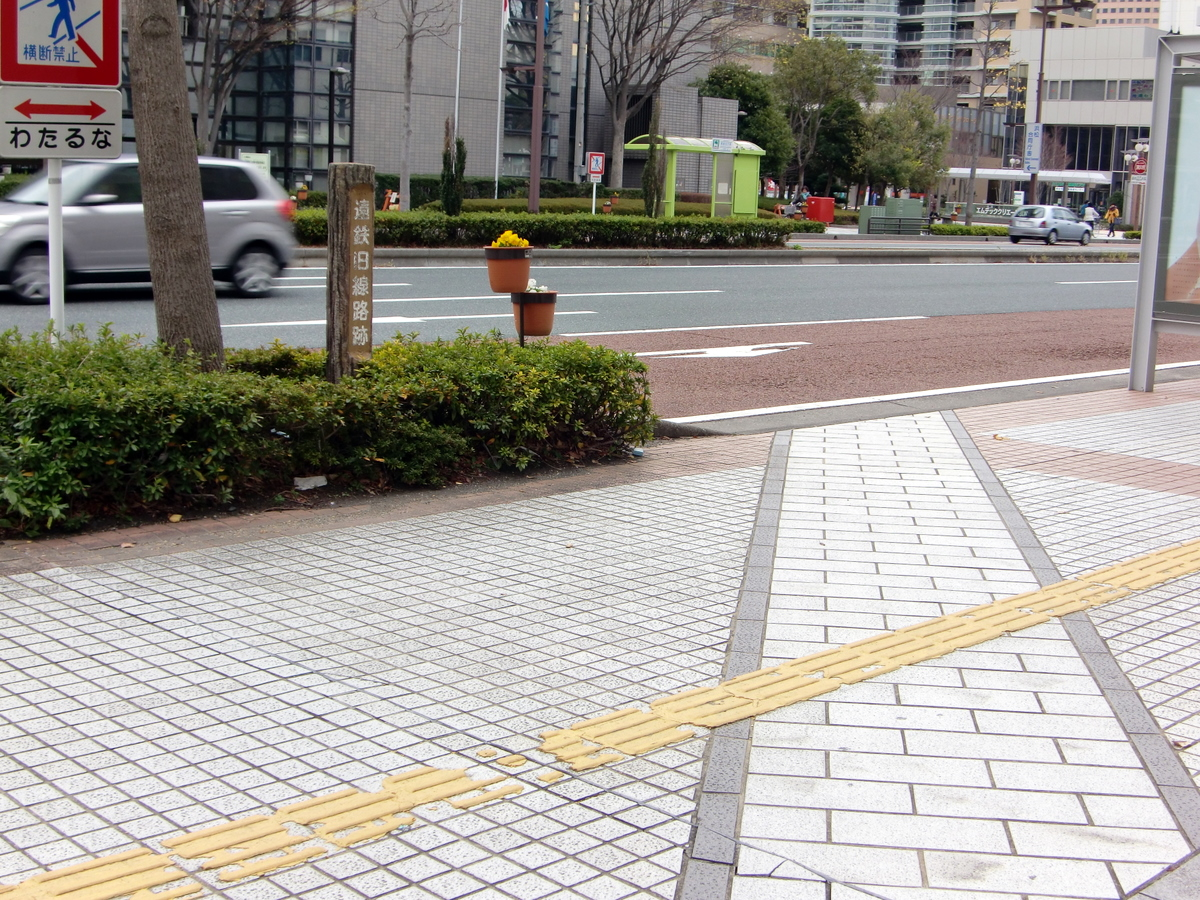
遠鉄濱松站時代路軌遺蹟。
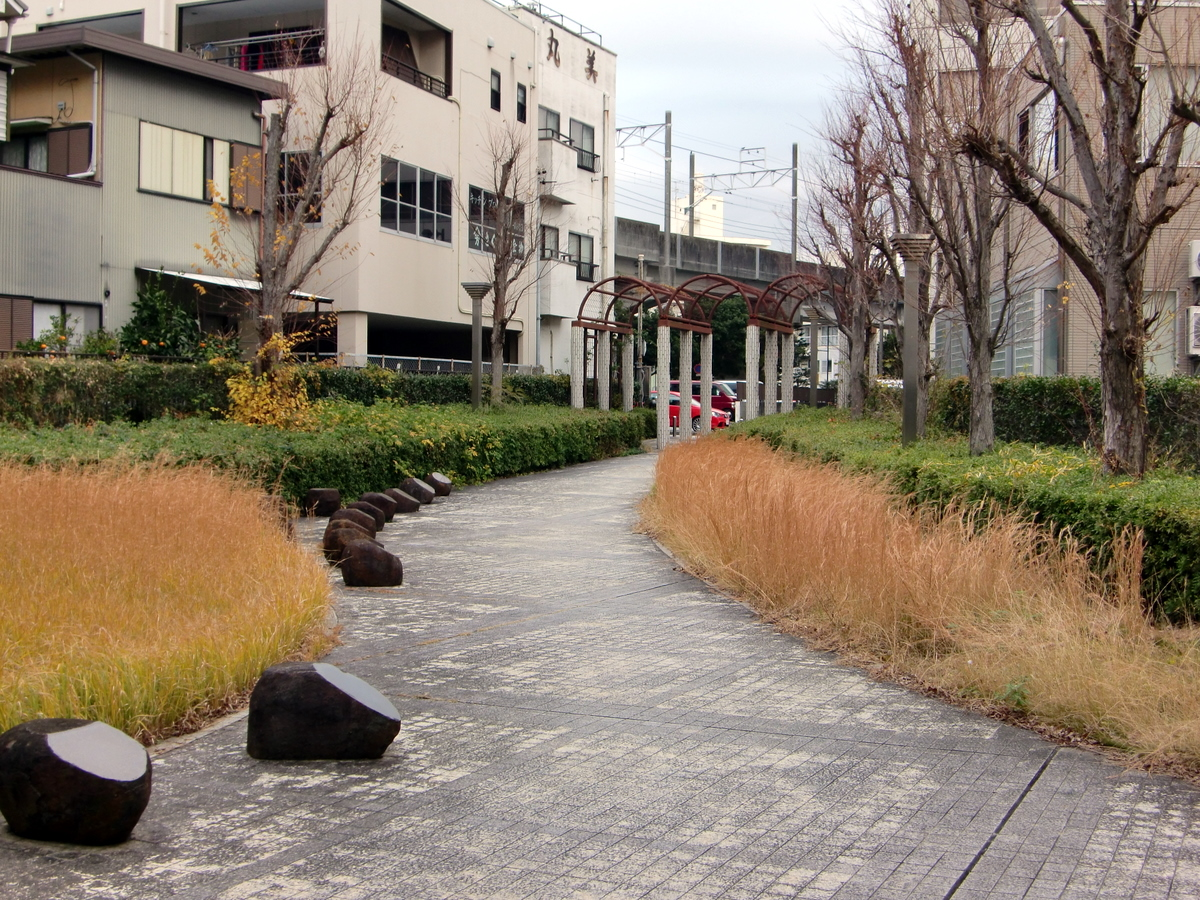
奧山線路軌遺蹟。現時變成為行人道。

## 使用狀況
在2018年度（平成30年度）的總乘車人次為358,759人（18座車站中排名第14），下車人次為376,357人（18座車站中排名第13）。此站的乘客主要來自附近的上學，上班的人士。
以下為不同年度的乘車人次和下車人次。當中，1980年度（昭和55年度）〜1984年度（昭和59年度）會記載遠鐵濱松站的數據。
| 一年總間乘車人次和下車人次彎化 | 一年總間乘車人次和下車人次彎化 | 一年總間乘車人次和下車人次彎化 | 一年總間乘車人次和下車人次彎化 |
| 年度                           | 遠州鐵道                       | 遠州鐵道                       | 參考資料、備註                 |
| 年度                           | 乘車人次                       | 下車人次                       | 參考資料、備註                 |
| ------------------------------ | ------------------------------ | ------------------------------ | ------------------------------ |
| 1980年度（昭和55年度）         | 1,156,506 人                   | 1,136,960 人                   | [ 5 ]                          |
| 1981年度（昭和56年度）         | 1,181,481 人                   | 1,191,237 人                   | [ 6 ]                          |
| 1982年度（昭和57年度）         | 793,348 人                     | 817,812 人                     | [ 7 ]                          |
| 1983年度（昭和58年度）         | 587,566 人                     | 617,043 人                     | [ 8 ]                          |
| 1984年度（昭和59年度）         | 556,633 人                     | 578,871 人                     | [ 9 ]                          |
| 1985年度（昭和60年度）         | 483,341 人                     | 489,389 人                     | [ 10 ]                         |
| 1986年度（昭和61年度）         | 258,586 人                     | 255,020 人                     | [ 11 ]                         |
| 1987年度（昭和62年度）         | 242,033 人                     | 241,018 人                     | [ 12 ]                         |
| 1988年度（昭和63年度）         | 252,508 人                     | 255,334 人                     | [ 13 ]                         |
| 1989年度（平成元年度）         | 261,565 人                     | 271,316 人                     | [ 14 ]                         |
| 1990年度（平成2年度）          | 251,443 人                     | 264,721 人                     | [ 15 ]                         |
| 1991年度（平成3年度）          | 263,196 人                     | 279,189 人                     | [ 16 ]                         |
| 1992年度（平成4年度）          | 265,650 人                     | 284,403 人                     | [ 17 ]                         |
| 1993年度（平成5年度）          | 259,531 人                     | 281,639 人                     | [ 18 ]                         |
| 1994年度（平成6年度）          | 238,992 人                     | 263,133 人                     | [ 19 ]                         |
| 1995年度（平成7年度）          | 237,906 人                     | 260,321 人                     | [ 20 ]                         |
| 1996年度（平成8年度）          | 250,229 人                     | 270,320 人                     | [ 21 ]                         |
| 1997年度（平成9年度）          | 275,379 人                     | 293,757 人                     | [ 22 ]                         |
| 1998年度（平成10年度）         | 262,744 人                     | 273,903 人                     | [ 23 ]                         |
| 1999年度（平成11年度）         | 261,170 人                     | 279,105 人                     | [ 24 ]                         |
| 2000年度（平成12年度）         | 264,722 人                     | 287,083 人                     | [ 25 ]                         |
| 2001年度（平成13年度）         | 272,153 人                     | 293,632 人                     | [ 26 ]                         |
| 2002年度（平成14年度）         | 269,414 人                     | 294,594 人                     | [ 27 ]                         |
| 2003年度（平成15年度）         | 270,819 人                     | 288,370 人                     | [ 28 ]                         |
| 2004年度（平成16年度）         | 263,248 人                     | 289,596 人                     | [ 29 ]                         |
| 2005年度（平成17年度）         | 282,180 人                     | 301,132 人                     | [ 30 ]                         |
| 2006年度（平成18年度）         | 296,926 人                     | 319,827 人                     | [ 31 ]                         |
| 2007年度（平成19年度）         | 307,493 人                     | 333,955 人                     | [ 32 ]                         |
| 2008年度（平成20年度）         | 308,551 人                     | 335,716 人                     | [ 33 ]                         |
| 2009年度（平成21年度）         | 319,132 人                     | 343,439 人                     | [ 34 ]                         |
| 2010年度（平成22年度）         | 314,272 人                     | 338,763 人                     | [ 35 ]                         |
| 2011年度（平成23年度）         | 313,376 人                     | 341,678 人                     | [ 36 ]                         |
| 2012年度（平成24年度）         | 312,482 人                     | 339,834 人                     | [ 37 ]                         |
| 2013年度（平成25年度）         | 318,409 人                     | 342,193 人                     | [ 38 ]                         |
| 2014年度（平成26年度）         | 319,074 人                     | 341,474 人                     | [ 39 ]                         |
| 2015年度（平成27年度）         | 328,663 人                     | 350,465 人                     | [ 40 ]                         |
| 2016年度（平成28年度）         | 338,756 人                     | 361,862 人                     | [ 41 ]                         |
| 2017年度（平成29年度）         | 363,119 人                     | 382,874 人                     | [ 42 ]                         |
| 2018年度（平成30年度）         | 358,759 人                     | 376,357 人                     | [ 4 ]                          |

## 車站周邊

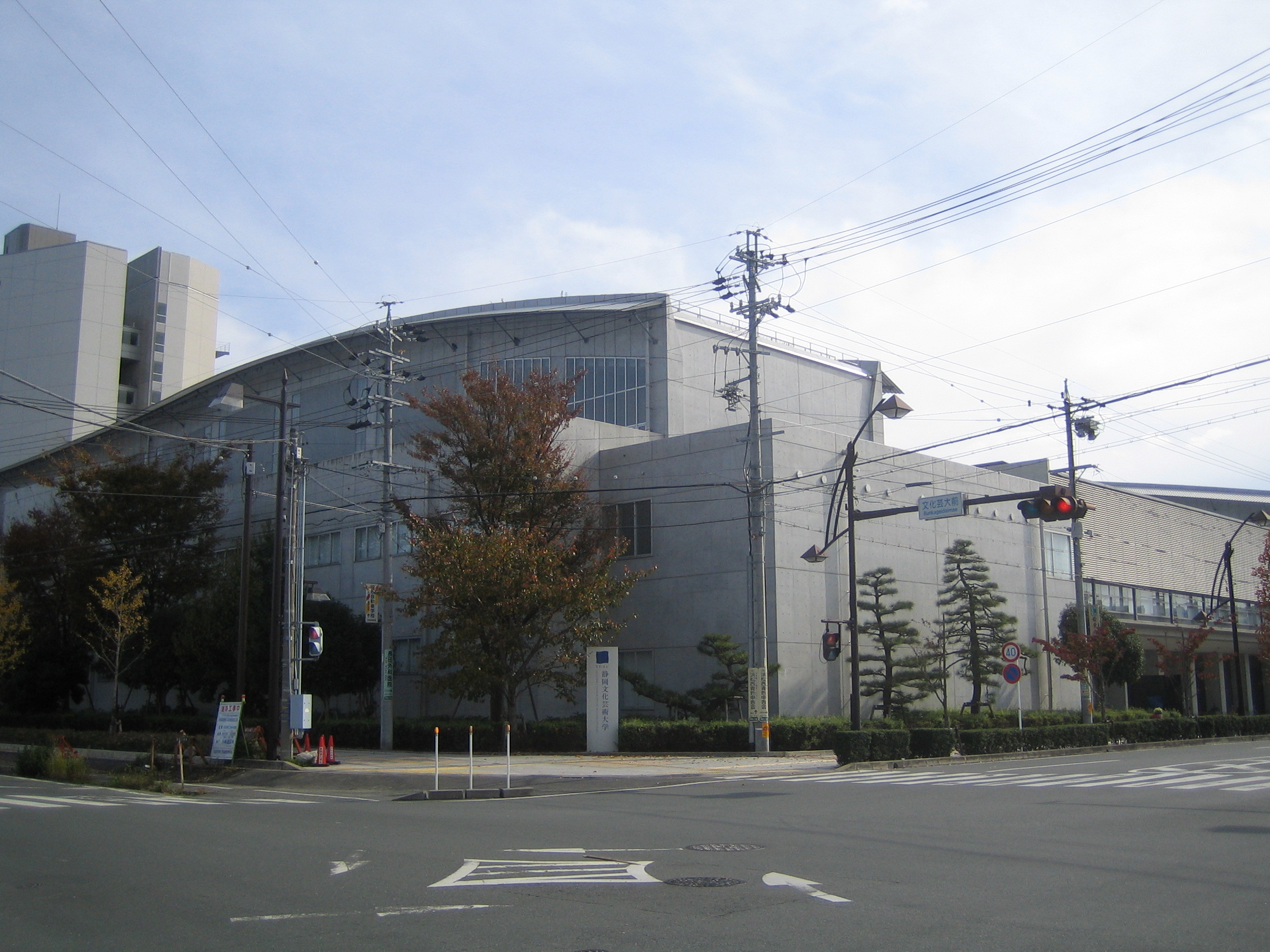
靜岡文化藝術大學（日语：静岡文化芸術大学）
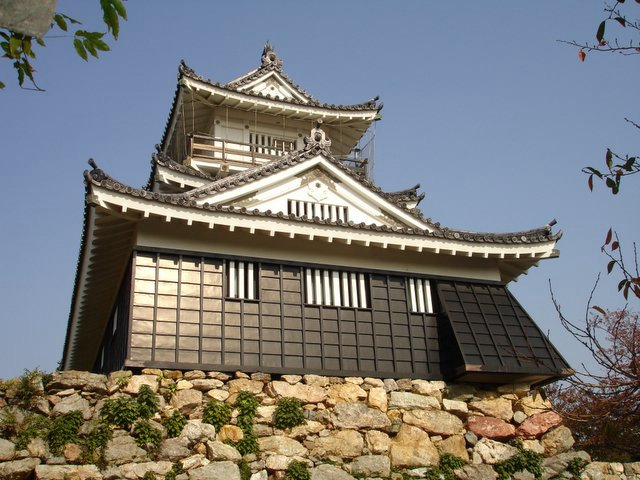
濱松城
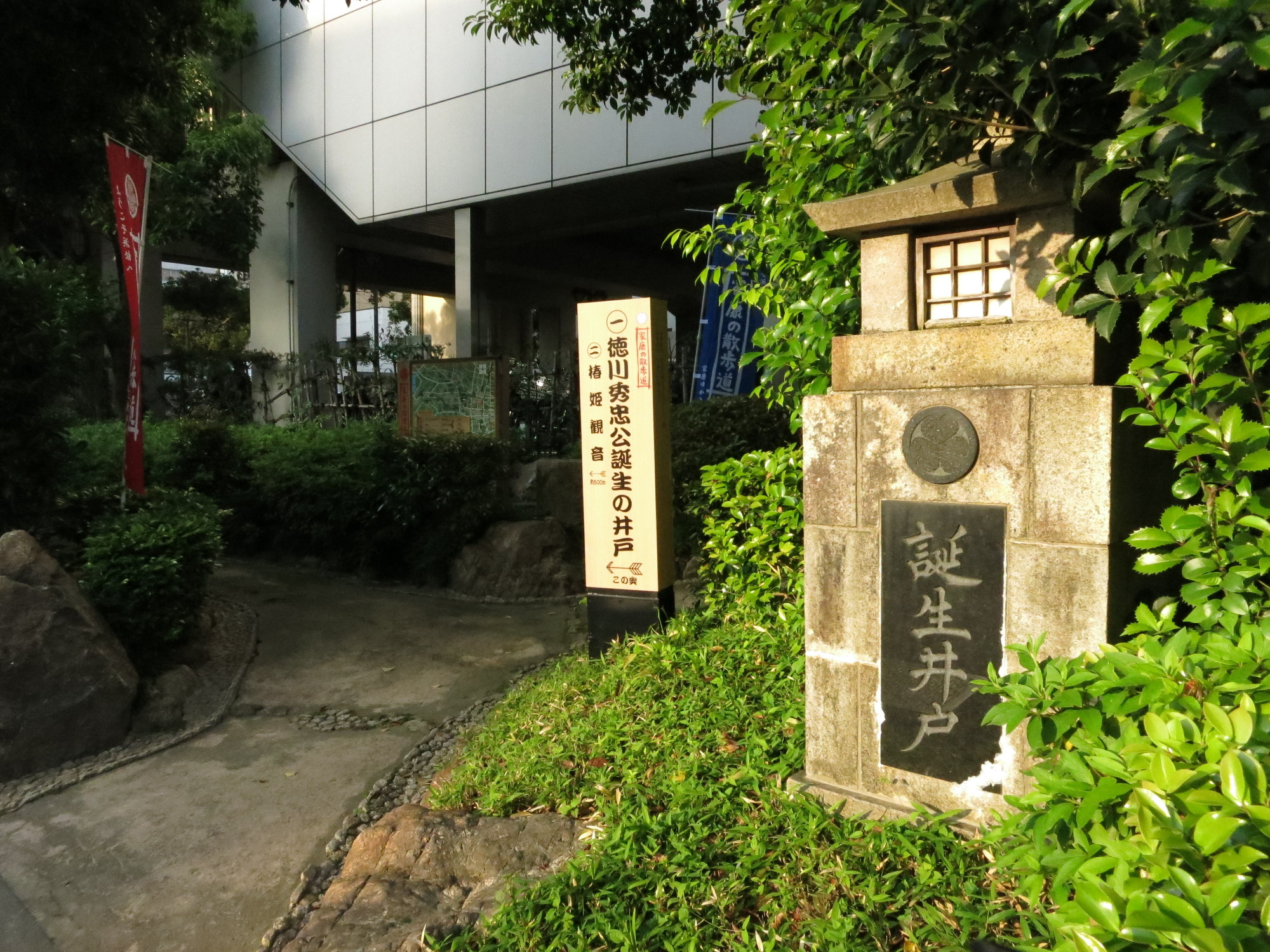
德川秀忠誕生井戶

- 濱松中央警署（日语：浜松中央警察署） 新川派出所
- 遠州醫院（日语：遠州病院）
- 靜岡文化藝術大學（日语：静岡文化芸術大学）
- 山田電機 Teccland濱松中央店
- 濱松合同廳舍（日语：浜松合同庁舎）
- 靜岡縣濱松綜合廳舍
- 裁判所（靜岡地方裁判所（日语：静岡地方裁判所）濱松分部、濱松簡易裁判所（日语：浜松簡易裁判所）、靜岡家庭裁判所（日语：静岡家庭裁判所）濱松分部之合同廳舍}}）
- Create濱松（日语：浜松市文化コミュニティセンター）、中部協動中心
- E-Stage浜松（朝日電視台濱松總分社）
- K-mix（日语：静岡エフエム放送）（K-mix）總部
- 濱松城
- 濱松市役所（日语：浜松市役所）
  - 濱松市中央區役所
- 德川秀忠誕生井戶

## 巴士路線
遠鐵濱松站曾經鄰接巴士總站，與濱松站北出口和濱松站南出口共同成為3個巴士總站。隨著路線高架化，以及濱松站巴士總站落成，鄰接此站的巴士總站功能消失了。前巴士總站現時變成了Create濱松。
現時最接近此站的巴士站是遠鐵巴士的常盤町和縣綜合廳舍巴士站，步行一小段距離可到達尾張町巴士站。

## 相鄰車站
遠州鐵道
■鐵道線
第一通（02）－遠州醫院（03）－八幡（04）

### 曾經存在的路線
遠州鐵道
鐵道線（舊走線）
遠州馬込駅－（遠州濱松號誌站）－遠鐵濱松－遠州八幡
奧山線
遠鐵濱松－北田町

## 注腳
1. ↑  “奥山線、往時の風景紹介 写真や模型展示 浜松・中区”. 靜岡新聞 (靜岡新聞社). (2014年9月24日)
2. ↑  “奥山線の軌跡たどる 浜松・中区で歴史展”. 靜岡新聞（靜岡新聞社). (2014年10月31日)
3. ↑  遠州病院駅 窓口閉鎖のお知らせ （页面存档备份，存于）（日語） 2015年1月21日參閲。
4. 1 2  《靜岡縣統計年鑑 平成30年》 運輸・通信 鉄道運輸状況 （页面存档备份，存于）（日語）
5. ↑  《靜岡縣統計年鑑 昭和55年》 NDL 82024736 pp. 287-289
6. ↑  《靜岡縣統計年鑑 昭和56年》 NDL 83020918 pp. 287-289
7. ↑  《靜岡縣統計年鑑 昭和57年》 NDL 84021214 pp. 279-281
8. ↑  《靜岡縣統計年鑑 昭和58年》 NDL 85042552 pp. 279-281
9. ↑  《靜岡縣統計年鑑 昭和59年》 書誌情報 （页面存档备份，存于） pp. 279-281
10. ↑  《靜岡縣統計年鑑 昭和60年》 運輸・通信 私鉄運輸状況 （页面存档备份，存于）（日語）
11. ↑  《靜岡縣統計年鑑 昭和61年》 運輸・通信 私鉄運輸状況 （页面存档备份，存于）（日語）
12. ↑  《靜岡縣統計年鑑 昭和62年》 運輸・通信 鉄道運輸状況 （页面存档备份，存于）（日語）
13. ↑  《靜岡縣統計年鑑 昭和63年》 運輸・通信 鉄道運輸状況 （页面存档备份，存于）（日語）
14. ↑  《靜岡縣統計年鑑 平成元年》 運輸・通信 鉄道運輸状況 （页面存档备份，存于）（日語）
15. ↑  《靜岡縣統計年鑑 平成2年》 運輸・通信 鉄道運輸状況 （页面存档备份，存于）（日語）
16. ↑  《靜岡縣統計年鑑 平成3年》 運輸・通信 鉄道運輸状況 （页面存档备份，存于）（日語）
17. ↑  《靜岡縣統計年鑑 平成4年》 運輸・通信 鉄道運輸状況 （页面存档备份，存于）（日語）
18. ↑  《靜岡縣統計年鑑 平成5年》 運輸・通信 鉄道運輸状況 （页面存档备份，存于）（日語）
19. ↑  《靜岡縣統計年鑑 平成6年》 運輸・通信 鉄道運輸状況 （页面存档备份，存于）（日語）
20. ↑  《靜岡縣統計年鑑 平成7年》 運輸・通信 鉄道運輸状況 （页面存档备份，存于）（日語）
21. ↑  《靜岡縣統計年鑑 平成8年》 運輸・通信 鉄道運輸状況 （页面存档备份，存于）（日語）
22. ↑  《靜岡縣統計年鑑 平成9年》 運輸・通信 鉄道運輸状況 （页面存档备份，存于）（日語）
23. ↑  《靜岡縣統計年鑑 平成10年》 運輸・通信 鉄道運輸状況 （页面存档备份，存于）（日語）
24. ↑  《靜岡縣統計年鑑 平成11年》 運輸・通信 鉄道運輸状況 （页面存档备份，存于）（日語）
25. ↑  《靜岡縣統計年鑑 平成12年》 運輸・通信 鉄道運輸状況 （页面存档备份，存于）（日語）
26. ↑  《靜岡縣統計年鑑 平成13年》 運輸・通信 鉄道運輸状況 （页面存档备份，存于）（日語）
27. ↑  《靜岡縣統計年鑑 平成14年》 運輸・通信 鉄道運輸状況 （页面存档备份，存于）（日語）
28. ↑  《靜岡縣統計年鑑 平成15年》 運輸・通信 鉄道運輸状況 （页面存档备份，存于）（日語）
29. ↑  《靜岡縣統計年鑑 平成16年》 運輸・通信 鉄道運輸状況 （页面存档备份，存于）（日語）
30. ↑  《靜岡縣統計年鑑 平成17年》 運輸・通信 鉄道運輸状況 （页面存档备份，存于）（日語）
31. ↑  《靜岡縣統計年鑑 平成18年》 運輸・通信 鉄道運輸状況 （页面存档备份，存于）（日語）
32. ↑  《靜岡縣統計年鑑 平成19年》 運輸・通信 鉄道運輸状況 （页面存档备份，存于）（日語）
33. ↑  《靜岡縣統計年鑑 平成20年》 運輸・通信 鉄道運輸状況 （页面存档备份，存于）（日語）
34. ↑  《靜岡縣統計年鑑 平成21年》 運輸・通信 鉄道運輸状況 （页面存档备份，存于）（日語）
35. ↑  《靜岡縣統計年鑑 平成22年》 運輸・通信 鉄道運輸状況 （页面存档备份，存于）（日語）
36. ↑  《靜岡縣統計年鑑 平成23年》 運輸・通信 鉄道運輸状況 （页面存档备份，存于）（日語）
37. ↑  《靜岡縣統計年鑑 平成24年》 運輸・通信 鉄道運輸状況 （页面存档备份，存于）（日語）
38. ↑  《靜岡縣統計年鑑 平成25年》 運輸・通信 鉄道運輸状況 （页面存档备份，存于）（日語）
39. ↑  《靜岡縣統計年鑑 平成26年》 運輸・通信 鉄道運輸状況 （页面存档备份，存于）（日語）
40. ↑  《靜岡縣統計年鑑 平成27年》 運輸・通信 鉄道運輸状況 （页面存档备份，存于）（日語）
41. ↑  《靜岡縣統計年鑑 平成28年》 運輸・通信 鉄道運輸状況 （页面存档备份，存于）（日語）
42. ↑  《靜岡縣統計年鑑 平成29年》 運輸・通信 鉄道運輸状況 （页面存档备份，存于）（日語）

## 外部連結
- 遠州醫院站（遠鐵電車各站資訊） （页面存档备份，存于）（日語）